# Joe Satriani (EP)
Joe Satriani EP je izdanje američkog rock instrumentalista Joea Satriania koji izlazi 1984.g. Album se sastoji od 5 pjesama na kojima dominira sviranje gitare. Izdaje ga za vlastitu nezavisnu izdavačku kuću koju je nazvao po svojoj supruzi, Rubina. Reizdanje albuma nalazi se na dvostrukom CD-u iz 1993. Time Machine.

## Popis pjesama
1. "Talk to Me" – 3:30
2. "Dreaming Number Eleven" – 3:40
3. "Banana Mango" – 2:42
4. "I Am Become Death" – 3:54
5. "Saying Good-Bye" – 2:52